# Campeonato Mundial de Ginástica Artística de 2011 - Solo masculino
A competição de solo masculino do Campeonato Mundial de Ginástica Artística de 2011 foi sua final disputada no dia 15 de outubro. A qualificatória que definiu os ginastas finalistas foi disputada em 9 e 10 de outubro.

## Medalhistas
| Ouro   | JPN Kohei Uchimura                        |
| Prata  | CHN Zou Kai                               |
| Bronze | BRA Diego Hypólito ISR Alexander Shatilov |

## Resultados

### Qualificatória
Esses são os resultados da qualificatória.
| Pos. | Ginasta                  | Total  | Nota |
| ---- | ------------------------ | ------ | ---- |
| 1    | CHN Zou Kai              | 15,700 | Q    |
| 2    | ROU Marian Drăgulescu    | 15,566 | Q    |
| 3    | ISR Alexander Shatilov   | 15,500 | Q    |
| 4    | BRA Diego Hypólito       | 15,500 | Q    |
| 5    | JPN Kohei Uchimura       | 15,466 | Q    |
| 6    | USA Steven Legendre      | 15,433 | Q    |
| 7    | CHI Tomás González       | 15,400 | Q    |
| 8    | ROU Flavius Koczi        | 15,400 | Q    |
| 9    | USA Jacob Dalton         | 15,366 | R    |
| 10   | GRE Eleftherios Kosmidis | 15,366 | R    |
| 11   | CAN Brandon O'Neill      | 15,333 | R    |

- Q - qualificado para a final
- R - reserva

### Final
Esses são os resultados da final.
| Pos. | Ginasta                | Nota D | Nota E | Pen. | Total  |
| ---- | ---------------------- | ------ | ------ | ---- | ------ |
|      | JPN Kohei Uchimura     | 6,700  | 8,933  |      | 15,633 |
|      | CHN Zou Kai            | 6,900  | 8,600  |      | 15,500 |
|      | BRA Diego Hypólito     | 6,800  | 8,666  |      | 15,466 |
|      | ISR Alexander Shatilov | 6,700  | 8,766  |      | 15,466 |
| 5    | USA Steven Legendre    | 6,800  | 8,600  |      | 15,400 |
| 6    | ROU Flavius Koczi      | 6,700  | 8,633  |      | 15,333 |
| 7    | CHI Tomás González     | 6,500  | 8,833  |      | 15,333 |
| 8    | USA Jacob Dalton       | 6,600  | 8,633  |      | 15,133 |